# Трапезников, Константин Петрович
Константин Петрович Трапезников (1790 — 15 января 1860 года, Иркутск) — купец 1 гильдии (1849), потомственный почётный гражданин Иркутска, городской голова (1829—1831 и 1847—1850). Отец Александра Трапезникова.

## Биография
Представитель крупного купеческого рода Иркутска (жителей города с 1723 года), родился в семье купца 1-й гильдии Петра Дмитриевича Трапезникова (1747—1815) и его жены Анастасии Ивановны, был пятым ребёнком (старшие братья — Николай, Филипп, Андрей, Никанор).
Получил домашнее образование, с детства приобщался к ведению торговых дел отца, владельца предприятия «Торговый дом П. Д. Трапезников и Сыновья», куда он входил на правах члена, даже в возрасте 40 лет числясь купеческим сыном. Торговый дом вёл оптово-розничную торговлю российскими, китайскими и немецкими товарами; брал подряды.
По завещанию отца «жить не вразделе», братья Трапезниковы вели торговые дела сообща. В 1834 году семья пяти женатых братьев Трапезниковых насчитывала 32 человека — 11 человек мужского и 21 женского пола. Проживали совместно в построенном в начале 1820-х на Ивановской площади (ныне — площадь Труда) в Иркутске в собственном двухэтажном каменном доме, первый этаж которого занимали торговые помещения.
Константин Петрович состоял в родстве с крупным иркутским купцом М. А. Сибиряковым, женатым на его дочери Варваре. В 1848 году подавал прошение в Городскую Думу занести его семейство в Бархатную книгу для записи знатнейших родов российского купечества, но получил отказ из-за того, что Министерство внутренних дел не обнаружило сведений об открытии подобных книг в каких-либо городах Российской империи.
В 1840-х годах начал вкладывать капиталы в золотопромышленность, одним из первых начал осваивать золотоносные районы Олёкминского округа (прииск «Вознесенский», 1846). По легенде узнал о золотых месторождениях от тунгуса, встретившегося ему на Жигаловской ярмарке с золотым самородком в руках. Владел 10 приисками и арендовал ещё 3, из числа 143 разработанных им на реке Хомолхо. В 1861 году совместно с Басниными и Катышевцевыми стал владельцем Ныгринского месторождения. Входил в число крупнейших золотопромышленников Восточной Сибири.
Был близко знаком с генерал-губернатором Сибири М. М. Сперанским в бытность того в Иркутске (1819—1822), бережно хранил в своём доме его письма.
Дважды, в 1829—1831 и 1847—1850 годах избирался городским головой (первым из Трапезниковых, чей суммарный срок служения в этой должности на протяжении XIX века составил 16 лет).
Делал крупные пожертвования на городские нужды, на постройку и поправку тротуаров (1858), на украшения золотыми ризами икон Кафедрального собора и исправление самого собора (1859), на украшения ризою в 25 фунтов из чистого золота иконы Знамения Божией Матери — дар Иркутску из Абалакского монастыря Тобольским митрополитом Иоанном Максимовичем. В 1859 году Трапезников внёс на благотворительные нужды 10 000 руб. серебром. В 1866 году его имя присвоили открывшейся в Иркутске Сиропитательно-ремесленной школе.
Похоронен на Иерусалимском кладбище в Иркутске. Одна из его дочерей, Анна, вышла замуж за генерал-лейтенанта Оскара Рейна, который на унаследованные капиталы приобрёл доходный дом в Петербурге. Его сын — Андрей Константинович. Отец дал сыну высшее образование. Андрей Константинович много путешествовал по Европе. Женился, жил в Петербурге. Его женой была фрейлина, то есть приближённая императрицы. Жена вскоре умерла, и он, вернувшись в Иркутск, влюбился в «примадонну» — танцовщицу театра Прасковью Александровну Даманину, женщину вульгарную и грубоватую, так не похожую на воспитанного и воздержанного Андрея Константиновича. Он прямо похитил, увёз её из театра. Вскоре управляющий делами Трапезникова разорил его в свою пользу. У Трапезникова остался небольшой капитал, и он купил себе небольшое имение «Ай-Юри» в поселке Форос, вблизи Ялты. Он был человеком с хорошими манерами, а Прасковья Александровна была груба и резка на язык. Приходя в «Великий пост» в церковь исповедоваться, а потом причащаться, она записывалась в специальную книгу и громко говорила псаломщику, хотя тот её хорошо знал: «Пензенская мещанка Прасковья Александровна Даманина!», чем приводила Андрея Константиновича в смущение, так как, во-первых, они не состояли в законном браке, а, во-вторых, она ему не ровня. Он был «потомственным почётным гражданином», а она — всего «мещанка». Несмотря на это низкое звание, она могла его при всех обругать.
Только в 1920 году после 30 лет совместной жизни они решили повенчаться. Венчали их в Форосской церкви о. Стилиан из села Скели и о. Павел. После свадьбы Трапезниковы прожили вместе всего три года. Сначала скончалась она, а через 2 месяца (!) Андрей Константинович.

## Память
- В Иркутске на здании бывшего Трапезниковского училища (ныне — биологический факультет ИГУ) установлена мемориальная доска в память о династии Трапезниковых[2].